# U-218
U-218 – niemiecki okręt podwodny (U-Boot) typu VII D z okresu II wojny światowej. Okręt wszedł do służby w 1942 roku.

## Historia
U-218 odbył 10 patroli bojowych mających na celu stawianie min na północnym i środkowym Atlantyku oraz Morzu Karaibskim. Zatopił dwie niewielkie jednostki pływające o łącznej pojemności 346 BRT, uszkodził norweski zbiornikowiec (7361 BRT) i okręt desantowy HMS „Empire Halberd” (7177 BRT).
Podczas patroli U-Boot został kilkakrotnie uszkodzony. Z 4 na 5 maja 1944 r. w Zatoce Biskajskiej został zaatakowany przez Wellingtona (HF330) z 304 dywizjonu dowodzonego przez Lesława Międzybrodzkiego i doznał poważnych uszkodzeń. 
Poddany Aliantom w maju 1945 w Bergen (Norwegia), przebazowany do Loch Ryan (Szkocja); zatonął po zerwaniu 4 grudnia 1945 w ramach operacji Deadlight.
Wrak U-218 został odnaleziony i zidentyfikowany w 2001 roku.